# Il pastor fido
Il pastor fido é uma ópera em três atos de Georg Friedrich Haendel. É a segunda ópera de Haendel destinada ao público britânico, após a ópera heroica Rinaldo, representada triunfalmente no ano imediatamente anterior.
O libreto foi elaborado por Haendel e pelo poeta Giacomo Rossi, e é uma adaptação da pastorale composta entre 1580 e 1583 e publicada em 1589 pelo poeta italiano Giovanni Battista Guarini (1538-1612), que obteve um enorme êxito e foi difundida e traduzida em toda a Europa.